# Eladi Gardó i Ferrer
Eladi Gardó i Ferrer (Barcelona, 27 d’agost de 1874 – març de 1958), cooperativista, advocat i polític republicà català. Destacat activista, organitzador i propagandista cooperatiu; sovint se l’ha presentat com el paradigma obrer que ha aconseguit transcendir la seva classe social.

## Vida personal
Tot i que no se sap massa cosa dels seus primers anys de vida, nasqué al barri de la Ribera de Barcelona en el si d’una família migrada de València, començà a treballar a una fàbrica als nou anys sense haver estat escolaritzat. Abans del 1897 es casà amb Francisca Dichmenjó Nualart i es traslladà al barri natal d’aquesta, Gràcia. Tingueren dos fills, Eladi i Rosa.

## Cooperativisme

### Primera etapa, els inicis
El 1899 Gardó entrà al món cooperatiu amb força: essent un dels estrets col·laboradors de Salas Antón, tingué un paper molt actiu en la fundació de la Cambra Regional de Cooperatives de Catalunya i Balears i al mes de juliol fou designat administrador de la Revista Cooperativa Catalana. Paral·lelament, aquell mateix any, immers en el debat entre la diferenciació de les cooperatives individuals i les col·lectives, «Gardó es trobava entre els dirigents del cooperativisme que reivindicaven la necessitat d’acabar amb l’individualisme per anar cap a un autèntic cooperativisme» i, tot i que era soci de la cooperativa de consum La Lleieltat de Gràcia fou un dels socis fundadors i president de La Instructiva, «que seria una de les quatre primeres cooperatives que aplicarien aquestes noves polítiques en la gestió dels seus fons col·lectius».
A principis de 1900, «Gardó anà assumint responsabilitats en l'estructura organitzativa de la Cambra Regional i augmentà el seu protagonisme a les reunions, en especial a les referides a les compres en comú». El cooperativista, ferm defensor de l'establiment d’un sistema de compres en comú aprofità el maig de 1900 en una reunió de la Junta Comarcal de les Societats Cooperatives del Pla de Barcelona, per a proposar la creació d’una Comissió de Reforma Cooperativa. Però les idees defensades per Gardó no foren massa secundades, i així es va poder percebre amb els dictàmens promulgats en el Segon Congrés de Cooperatives Catalanes, on es decidí «la constitució d’un centre de compra i venda a l'engròs mitjançant la creació d’una societat formada per les cooperatives que hi estiguessin d’acord». Anys més tard Gardó criticà aquesta resolució es dugué a terme sense tenir en compte el criteri de molts cooperadors i tergiversant els acords del Congrés. No se sap el motiu concret, si va ser per «raons personals o per l’ascens en la direcció del moviment cooperatius organitzat d’elements amb els quals no hi tenia afinitat estratègica», però Eladi Gardó s'allunyà de la primera línia de militància cooperativista a finals de 1902.

### Segona etapa, el retorn
Tot i estar allunyat de la primera línia organitzativa del moviment cooperatiu, Gardó el 1913 consta com a soci de la cooperativa de consum La Acción Colectiva; una entitat de caràcter col·lectivista que destinava el seu accés de percepció «serveis mèdics, cultura, invalidesa i solidaritat social»[1]. Una prova d’això són els donatius o crèdits que feren a algunes famílies durant la vaga de La Constància el 1913.
El 1913 treballà activament per l’organització del Primer Congrés Nacional de Cooperatives, el qual tingué lloc a principis de desembre del mateix any. Hi actuà com a vocal de la junta organitzadora i com a president de la comissió de propaganda. «Aquesta comissió de propaganda es va dedicar a fer un seguit de mítings en diverses cooperatives, i Gardó fou un dels més actius en la participació en aquests mítings».
Durant els anys previs a l'esclat de la Primera Guerra Mundial, l’activitat i preocupacions de Gardó respecte al món cooperatiu es centraren en dos temes:

#### Escola cooperativa
Eladi Gardó presentà l’Escola Cooperativa «com una necessitat del moviment cooperativista a Espanya i arreu. (...) proposava la conveniència d’allunyar-se de les escoles filosòfiques o polítiques». Partint de la base que entenia el cooperativisme i la cooperació com una eina per la classe obrera podia transformar el sistema imperant fins a convertir-lo en un de més equitatiu i igualitari; creia que el desenvolupament d’aquestes pràctiques transformadores no es podrien propagar si abans no es produïa una educació dels obrers prèvia. Per aquesta raó, entre 1914 i 1915 se centrà en la creació de l’Escola Cooperativa; la qual el seu programa de formació girava entorn de quatre grans temes: història de la cooperació i les seves tipologies; orientacions de la cooperació, és a dir, si eren de caràcter individualista, col·lectivista o mixt; vida cooperativa; i gestió política cooperativista. Tot i les ganes i esforços posats en aquest projecte, el mateix Gardó – anys més tard – afirmà que «a pesar del acuerdo y la buena voluntat de sus iniciadores, no llegó a tenir arraigo y quedó en el olvido».

#### Relacions que havien de tenir el món cooperatiu i el sindical
El debat de Gardó sobre quin tipus de vincles havia de tenir el cooperativisme i el sindicalisme el feu «en el marc d’una institució que crearen els organismes federatius, la Secció de Reformes Socials. (...) La principal missió de la Secció era aconseguir reformes legislatives d’aquelles normes que regulaven la vida de l’obrer. En concret volien treballar a favor de la promulgació d’una legislació específica de les cooperatives (...) Però, al marge d’aquests aspectes més concrets i immediats, la Secció havia de vetllar per tal d’evitar que les cooperatives es convertissin en mers establiments comercials, per implantar mesures per passar del sistema individualista al sistema col·lectiu en el si de les cooperatives». En resum, la Secció era l’organisme encarregat de marcar el perfil polític i estratègic del cooperativisme federat.
La Secció de Reformes Socials, presidida per Salas Antón, defensava una coordinació entre el cooperativisme i el sindicalisme. «De la mateixa manera que hi havia cooperatives que no admetien socis que no estiguessin afiliats a organitzacions sindicals, els sindicats haurien de fer el mateix i no admetre afiliats que no estiguessin en una cooperativa o altra». Per això creien que s'havia d’establir un acord entre cooperatives i sindicats.

### Tercera etapa, regidor municipal cooperativista
El 1915, com a candidat pel Partit Republicà Radical fou elegit regidor municipal del Districte 6, el que en l’actualitat seria – aproximadament – l’Esquerra de l’Eixample, de Barcelona. «La seva actuació institucional estigué orientada a aconseguir millores per a les cooperatives, com ara la reducció de determinades taxes o impostos»; però en la labor en què més es concentrar l’activitat de Gardó fou la construcció de cases barates. Prenent de referència una proposta feta per Salas Antón, defensà la idea que «les cases barates que s'havien de construir no havien d’acabar en propietat individual dels obrers, sinó que havien d’estar en mans municipals o d’algun tipus d’associació obrera formada per arrendataris»; és en aquesta última opció que les cooperatives podien prendre protagonisme. De forma lenta i amb entrebancs el projecte de les cases barates i la seva cooperativa anà tirant endavant; el desembre de 1916 es constituí i en la memòria de l’any següent ja consta la compra de divuit solars en uns terrenys situats a Sant Andreu del Palomar, l’aprovació d’un projecte de cases barates fet per l’arquitecte Jaume Torres i l’acord per construir un grup de cases per a quatre famílies
El 1918 Gardó proposà replicar l'experiència de les cases barates, aquesta vegada per a empleats municipals: «proposava la creació d’una societat de 6.107 obrers i treballadors de l’Ajuntament que, mitjançant el pagament d’una quota i també amb la contribució de la corporació municipal, constituís el capital necessari per a la creació d’aquestes cases». Però tant aquesta proposta com la primigènia no acabaren de quallar, tant per problemes econòmics causats per l'encariment dels solar i dels materials de construcció; com per la implicació dels cooperativistes en aquesta empresa.

### Quarta etapa, president de la Federació de Cooperatives Catalanes
Com a nou president del nou organisme federatiu, la Federació de Cooperatives Catalanes, que substituí la Cambra Regional de Cooperatives Gardó considerava que «calia que totes les cooperatives fossin federades i que calia actuar en dos àmbits: el de l’organització i l’ideològic». Concebia i defensava que el moviment cooperatiu havia de ser una eina per l'emancipació obrera i abraçar les idees socialistes, ja que considerava «que els socialistes feien política revolucionària i els cooperativistes feien política econòmica»; ho entenia com una complementarietat i establia similituds en els seus fins i objectius.
El 22 de febrer de 1922 Gardó dimití com a president de la Federació de Cooperatives de Catalunya. Segons Ibarz, els motius principals per la dimissió foren tres: «en termes econòmics, la crítica de la gestió del dèficit generat per les compres en comú, que s'arrossegava des del període anterior; en termes polítics, la pretensió que el cooperativisme esdevingués una via ràpida a la transformació social, i en termes personals, el clientelisme de la gestió dels afers federatius i la seva barreja amb els interessos professionals de Gardó».

### Cinquena etapa, fi de la participació activa
Ja durant en el seu mandat com a president de la Federació, Eladi Gardó es va veure qüestionat per altres figures rellevants del cooperativisme, com Joan Coloma. A poc a poc, entre 1921 i 1923 Gardó anà veient minvar la seva influència; per això, juntament amb dos col·laboradors seus – el seu nebot, Josep Gardó i Ricard Caballeria – centraren els seus esforços a influir en el món cooperatiu per altres vies que no fossin les federatives. Aquestes altres vies es concretaren en dues: «durant els primers anys anaren publicant de forma més o menys regular, articles sobre cooperativisme a El Diluvio. (...) L’altra via es materialitzà a partir de la plataforma que representaven les seves mateixes cooperatives, i molt especialment La Dignidad, on Caballeria tenia un gran pes».
El juny del 1926 fou arrestat i, després de quaranta dies, va ser deixat en llibertat sense haver estat processat. Durant aquest temps engarjolat Gardó va rebre el suport i reconeixement per la feina feta del món cooperatiu a diversos articles a la premsa i en actes d’homenatge. «Potser en solidaritat pel seu empresonament, s'obrí un període en què, de nou, començà una certa relació entre Gardó i la Federació»; però la seva relació no s'intensificà com èpoques passades, ja que el cooperativista estava ocupat escrivint la història del moviment.

#### La Cooperación Catalana. Recopilación histórica 1898-1926[15]
En aquesta obra feia un repàs, mitjançant la inclusió de fragments de dictàmens, actes i resolucions de les diverses assemblees que ell havia assistit dels anys vitals que havia estat més actiu en el món cooperatiu. Però el llibre va rebre una dura, i certa, crítica per part de Joan Coloma, el qual titllà el llibre de poc imparcial, superficial en depèn de quins temes transcendents – com la dissolució de la Cambra Regional o fets on la figura de Gardó no quedava ben parada.

### Sisena etapa, fi de la relació amb el món cooperatiu
Durant aquest període, entre 1927 i 1928, a poc a poc Eladi Gardó anà distanciant-se del món cooperatiu. Si bé seguí publicant articles sobre cooperativisme a El Diluvio, aquests passaren de tenir un caràcter de propaganda i doctrinal a ser una crítica a les pràctiques que s'estaven duent a terme i, finalment, el juny de 1928 anuncià la fi de la col·laboració amb el diari. «Gardó, amb un to molt pessimista, digué que no volien [ell i els seus col·laboradors] seguir en l'espectacle del cooperativisme a Catalunya, que s'estava preparant una situació en què algunes cooperatives pugnaven en contra dels interessos de la classe obrera i que, per tant, no volien compartir la responsabilitat d’allò que pogués passar».